# Кувшиново (Калининский район)
Кувшиново — деревня в Калининском районе Тверской области. Входит в состав Михайловского сельского поселения.

## География
Расположена к северу от Твери, на правом берегу реки Ведемья, напротив села Михайловского.

## Население
| 2010 |
| ---- |
| 68   |

## Инфраструктура
Обслуживается отделением почтовой связи 170516.
Личное подсобное хозяйство.
Разведение КРС, производство сырого молока

## Транспорт
Проходит автодорога 28 ОП МЗ 28Н-0545 «Стрельниково — Васильевский Мох».